# Andrzej z Ossolina i Balic
Andrzej z Ossolina i Balic herbu Topór (zm. przed 1488 rokiem) – obrońca przed najazdem węgierskim w 1474 r., rycerz, dziedzic majątku Ossolina.
Jego ojciec Jan z Ossolina – po pierwszej żonie, pozostawił mu starszych braci: Jana ożenionego z Zofią z Tczycy i Mikołaja.
Drugą żoną ojca była Piechna z Ambramowic – macocha Andrzeja.
Jako trzeci z braci, po śmierci ojca Jana, i swej macochy Piechny, stał się spadkobiercą całego majątku Ossolińskich. Były to miejscowości: Ossolin, Ligota, Płonki, Czyżowa, Balice, Burów, Szczyglice, Zawadzie, Polanki, Tczyca, Abramowice, Klimontów, Goźlice, Bałtów, Żuków, Ślibowice, Szymanowice, Nowa Wieś – w sandomierskim, Basonia – lubelskie, oraz część Morawicy. Żonaty był z Katarzyną z Prawiednik – córką Mikołaja z Prawiednik sędziego lubelskiego.
Umierając przed 1488 rokiem, pozostawił po sobie sześcioro potomstwa, z których: Jakub i Andrzej pozostali bezpotomnymi, Łucja wydana została za Stanisława Korniakta, a Prokop Ossoliński (chorąży lubelski)(zm. 1551) – stolnik i chorąży lubelski (1518) ożenił się z Dorotą Tęczyńską (zm. po 1543) - wnuczką wojewody ruskiego Mikołaja Tęczyńskiego, Jan Ossoliński (podkomorzy lubelski) (zm. 1504) – marszałek dworu królewskiego (1504), żonaty przed 1490 r. z Anną Rzeszowską, i Paweł Ossoliński ze Zbigniewą Słupecką.